# Kostoboki
Kostoboki (latinsko Costoboci, Costobocae, Castabocae, Coisstoboci, starogrško Κοστωβῶκοι, Κοστουβῶκοι ali Κοιστοβῶκοι) so bili staroveško ljudstvo, ki je v Rimskem cesarstvu živelo med Karpati in Dnestrom. Med markomanskimi vojnami so leta 170 ali 171 n. št. napadli Rimsko cesarstvo, opustošili rimske balkanske province do osrednje Grčije, potem pa so jih Rimljani pregnali. Kmalu zatem so ozemlje osvojili in zasedli vandalski Hasdingi in Kostoboki so izginili iz ohranjenih zgodovinskih virov. Izjema je poznorimski pisec Amijan Marcelin, ki je o njih pisal okoli leta 400 n. št.

## Ime
Ime ljudstva se je pisalo in izgovarjalo na več načinov: latinsko Costoboci, Costobocae, Castaboci, Castabocae, Coisstoboci in starogrško Κοστωβῶκοι, Κοστουβῶκοι in Κοιστοβῶκοι.
Ion I. Russu meni, da je njihovo ime tračanska sestavljenka in pomeni "sijoči". prvi del imena, Cos-to-, izhaja iz praindoevropskega korena kʷek̂-, kʷōk̂-, "videti, pokazati", drugi del imena pa izhaja iz praindoevropskega korena  bhā-, bhō-, "sijati", razširjenega s pripono  -k-.  Ivan Duridanov trdi, da je njihovo ime dačansko z neznano etimologijo.
Nekaj jezikoslovcev trdi, da ima ime Kostoboki keltsko etimologijo.
N.B. Georgiev meni, da vse etimologije temeljijo na indoevropskih besednih korenih. Ime Kostoboki bi v vseh jezikih, ki niso traški, npr. v iranskem ali keltskem jeziku, lahko pomenilo "sijoči", lahko pa bi imelo tudi druge korene, kot jih je predpostavil je Russu.

## Ozemlje
Večina sodobnih poznavalcev umešča Kostoboke v severno ali severovzhodno Rimsko Dakijo. Nekateri med njimi menijo, da je njihovo ime prvič omenjeno v Naravoslovju (Naturalis historia) Plinija starejšega, objavljenem leta 77 n. št. Omenjeni so kot sarmatsko ljudstvo z imenom Cotobacchi, naseljeni ob spodnjem Donu. Drugi zgodovinarji se s tem ne strinjajo in menijo, da so bili  Cotobacchi posebno ljudstvo.
Amijan Marcelin, ki je pisal okoli leta 400 n. št., je umestil Kostoboke na ozemlje med Dnjestrom in Donavo, verjetno na severovzhod nekdanje rimske province Dakije.
Zdi se, da grški geograf Ptolemaj v svoji Geografiji, objavljeni med letoma 135 in 143 n. št., omenja Kostoboke, naseljene v severozahodni  ali severovzhodni Dakiji. Nekateri zgodovinarji menijo, da so ljudstvo, ki ga Ptolemaj omenja kot Transmontanoi - ljudstvo na drugi strani gora, se pravi severno od Karpatov, prav dačanski Kostoboki.

## Materialna kultura
Nekaj znanstvenikov povezuje Kostoboke z lipiško kulturo. Roger Batty, ki sicer nerad povezuje materialno kulturo z neko skupino ljudi, trdi, da je lipiška kultura pripadala ali podskupini Kostobokov ali neki populaciji, ki so ji vladali. Kultura se je razvila na ozemlju severno od Karpatov ob gornjem Dnestru in Prutu v poznem latenskem obdobju. 
Nosilci kulture so bili stalno naseljeni. Ukvarjali so se s poljedelstvom, govedorejo, obdelavo železa in lončarstvom. Njihova naselja niso bila utrjena. Hiše so bile podkletene, imele votline, ki so služile za shrambe, ognjišča, peči in peči za žganje keramike. Med najdbami je bilo veliko raznovrstne keramike, izdelane ročno ali na lončarskem vretenu, po obliki in okrasju podobne keramiki iz predrimske Dakije. Lončenina, najdena v severnih področjih lipiške kulture v gornjem bazenu Zolote Lype v Ukrajini, je bila podobna keramiki zarubinske kulture. Pokopališča so bila v bližini naselij. Pokojnike so večinoma upepeljevali, urne s pepelom pa so pokopavali v preproste grobove. Na pokopališčih so odkrili tudi več telesnih grobov.

## Imena
Nagrobni napis v latinskem jeziku, napisan v 2. stoletju n. št. in najden v Rimu, je bil posvečen Tiatovi hčerki Zii ali Ziaisi, ženi kostoboškega kralja Pieporja. Spomenik sta postavila Ziina vnuka Natopor in Digrisa. Napis je prvi objavil italijanski učenjak Mariangelus Accursius v 16. stoletju, potem pa se je napis izgubil.

### Napis
D(is) M(anibus)

ZIAI

TIATI FIL(iae) 

DACAE. UXORI

PIEPORI. REGIS

COISSTOBOCENSIS

NATOPORUS ET

DRIGISA AVIAE

CARISS(imae) B(ene) M(erenti) FECER(unt)

### Prevod
"Duhovom mrtvih. (Posvečeno) ZIA(IS), Dačanki, hčerki TIATa, ženi PIEPORja, kostoboškega kralja. NATOPOR in DRIGISA sta postavila (ta spomenik) svoji najdražji, zaslužni stari materi."

### Analiza imen
- Drigisa je tračansko[32][33] ali dačansko ime.[34][35][36][37] Ime je različica imena Drigis(s)a,[32][35][37] kot sta se imenovala rimski vojni veteran Avrelij Drigisa iz Spodnje Mezije in legionar Tit Avrelij Drigissa iz Gornje Mezije. Zloga -gisa in -gissa sta pogosta zaključna elementa dačanski imen.[36]
- Natopor  je tračansko[38][39] ali dačansko ime.[35][40][41][42] Vojak Natopor je znan z več črepinj, najdenih na Mons Claudianus v vzhodnem Egiptu.[41][42] Leta 127 je bila v Cezarejski Mavretaniji izdana rimska vojaška diploma dačanskemu vojaku in njegovima otrokoma, sinu Natoporju in hčerki Dukcidavi.[41][42] Sinovo ime se konča s pripono –por, ki je pogost element tračanskih in dačanskih imen.[43][44][45][46] Na vojaški diplomi, izdani leta 127 v Spodnji Germaniji, se oče dačanskega vojaka imenuje Natusis. Prvi del njegovega imena je enak prvemu delu imena Natopor.[41][42]
- Piepor je tračansko[47][48]  ali dačansko ime.[35][43][46] Ime se končuje z zlogom –por, ki je pogost v tračanskih in dačanskih imenih.[43][44][45][46]
- Tiat je tračansko[49][50]  ali dačansko ime.[46][51][52][53] Ime se morda začne z zlogom thia-, značilnim za Dačane.[54][55] Ime Tiato je dokazano na fragmentu dipinta, najdenem v Maksimianonu, trdnjavi v vzhodnem Egiptu.[53]
- Zia ali Ziais je tračansko[56][57]  ali dačansko ime.[46][52][58]  Žensko ime Zia je dokazano v Spodnji Meziji.[46][57][58]

## Etnična in jezikovna pripadnost
Etnična in jezikovna pripadnost Kostobokov je zaradi pomanjkanja dokazov nezanesljiva. Večina poznavalcev domneva, da so bili dačansko pleme, eno izmed med tako imenovanih  "svobodnih Dačanov", ki niso bili podrejeni rimski oblasti. Drugi znanstveniki domnevajo, da so bili Tračani, Sarmati, Slovani, Germani, Kelti  ali Dačani s keltskimi predniki.
Dokazi za omenjene hipoteze so povzeti v naslednjih komentarjih:

### Dačani
- Imena: družinsko ime kostoboškega kralja Pieporja (2. stoletje) imajo nekateri jezikoslovci za ime dačanskega izvora.
- Besedo Dacpetoporiani na Peutengerjevi tabuli so nekateri poznavalci tolmačili kot  "Daci Petoporiani", se pravi "Dačani kralja Petoporja".[67][67][68] Schütte trdi, da je Petopor istoveten s kostoboškim kraljem Pieporjem.[69]
- Arheologija: Kostoboki so se na osnovi njihovega geografskega položaja povezovali z lipiško kulturo.[70][71][72] To kulturo, zlasti slog keramike in pogrebni običaji, imajo nekateri zgodovinarji za dačansko,[73][74] zato štejejo Kostoboke za dačansko ljudstvo.[75]
- Etimologija imena Kostoboki. Schütte trdi, da se dačanski element imena, -boki (-bokoi), pojavlja tudi v imenih drugih dačanskih plemen, na primer v imenu Saboki (Sabokoi).[76] Roger Batty v nasprotju z njim trdi, da so povezave lipiške kulture s Kostoboki šibke, tudi zato, ker je kultura izginila v 1. stoletju, se pravi dolgo pred tem, ko so bili v 2. stoletju v zgodovinskih zapisih v Dakiji omenjeni Kostoboki.[77]

### Tračani
- Imena. Nekaj znanstvenikov trdi, da so imena Pieporja in njegovih vnukov tračanska.
- Arheologija. Po Jazdewskemu se je v zgodnjem rimskem obdobju ob Gornjem Dnjestru razvila lipiška kultura, ki kaže, da so bili Tračani pod močnim keltskim kulturnim vplivom ali so preprosto absorbirali keltske etnične komponente.[78]
- Dejstvo, da je bila kraljica Zia posebej omenjena kot Dačanka, lahko kaže, da Piepor in Kostoboki sami niso bili Dačani.

### Kelti
- Za ime Kostoboki nekateri jezikoslovci menijo, da ima keltsko etimologijo. Zlasti prvi element imena, ki naj bi bil popačenka keltskga korena koto-, ki pomeni "star" ali "upognjen" (Kotini so bili vzhodnokeltsko pleme v isti karpatski regiji kot Kostoboki;  Kotij je bil kralj keltskih Tavrinov v zahodnih Alpah; v enem od Plinijevih spisov so Kostoboki omenjeni kot Kotoboki). Faliyeyev meni, da je keltska razlaga sicer verjetna, vendar manj verjetna od "avtohtone".[79]
- V obdobju od leta 400 do 200 pr. n. št. je bilo v Transilvaniji in Besarabiji veliko keltskin naselij, kar dokazuje velika koncentracijal latenskih pokopališč.[80] Zdi se, da je Transilvanija postala keltska enklava ali celo kraljestvo.[81] Ptolemaj omenja, da so v Transilvaniji tri plememena (od zahoda proti vzhodu): Tavriski, Anarti in Kostoboki.[82] Za prvi dve na splošno velja, da sta keltskega porekla.
- Lipiška kultura ima veliko keltskih značilnosti.

### Skito-Sarmati
Po mnenju nekaj znanstvenikov Kostoboki sploh niso bili stalno naseljeni, ampak so bili polnomadska stepska skito-sarmatska kultura rejcev konj. To hipotezo je v prvi predlagal ugledni nemški klasični učenjak Theodor Mommsen v 19. stoletju.
- Pleme z imenom Cotobacchi, v nekaterih rokopisih Cotoboci, ki je v Plinijevem Prirodopisu (Naturalis Historia) na seznamu sarmatskih plemen,[84] imajo nekateri znanstveniki za Kostoboke. Russu in nekaj drugih trdijo, da so bili  Cotobacchi neko drugo ljudstvo, nepovezano s Kostoboki.[14][85]
- Amijan Marcelin je okoli leta 400 n. št. zapisal, da so v pokrajinah severno od Pontskih (Črnomorskih) step nasejeni "evropski Alani, Kostoboki in številna skitska plemena".[86] Nekateri znanstveniki sklepajo, da je imel v mislih vse stepe med Donavo in Donom, Kostoboke pa so prepoznali kot iransko stepsko nomadsko ljudstvo.[10][12][13][83] Drugi menijo, da je bilo omenjeno ozemlje mnogo manjše in segalo samo od Donave do Dnestra.[7][17]
- Ozemlje, ki so ga antični geografi pripisovali Kostobokom (jugozahodna Ukrajina, Moldavija in Besarabija), se prekriva z ozemljem s kulturo žarnih pokopov stalnih naseljencev, na primer z lipiško, in pokopališči v značilnem sarmatskem slogu iz 1. in 2. stoletja n. š.[87]

- Za napis, odkrit v svetišču elevzinskih misterijev v Elevzini v Grčiji, velja, da so ga vklesali svečeniki, potem ko so svetišče na pohodu leta 170/171 izropali Kostoboki. Napis omenja "zločine Sarmatov". Nekateri zgodovinarji imajo napis za dokaz, da so bili Kostoboki Sarmati.[88][89] Drugi trdijo, da so se pod imenon Sarmati skrivali vsi napadalci, ki so vdrli preko Donave,[90] ali imajo napis za dokaz za povezavo med Kostoboki in Sarmati.[91][92]

## Konflikt z Rimom
Med vladanjem Marka Avrelija se je Rimsko cesarstvo vojskovalo v markomanskih vojnah, obsežnih in dolgotrajnih vojnah z Markomani, Kvadi in drugimi ljudstvi ob srednji Donavi. V nekem obdobju vojne so se na strani protirimske koalicije borili tudi Kostoboki.

### Invazija leta 170/171
Leta 167 je rimska V. legija Macedonica na povratku iz vojne s Partskim cesarstvom preselila svoj glavni štab iz Troesmisa v Meziji v Poteiso v Dakiji Porolissensis, da bi branila dačanske province pred napadi Markomanov. V kampanjah ob srednji Donavi so sodelovale tudi pomožne enote iz Spodnje Mezije, kar je oslabilo rimsko obrambo ob spodnji Donavi. Kostoboki so izkoristili priložnost in leta 170 ali 171 napadli rimsko ozemlje. Naleteli so na šibek odpor in opustošili Spodnjo in Gornjo Mezijo, Trakijo, Makedonijo in Ahajo.

#### Severni Balkan
Po prečenju Donave so Kostoboki do tal požgali pokrajino Histrijo, da je popolnoma opustela. Napadli so tudi Callatis in poškodovali njegovo obzidje. V Tropeju in Trajani v Spodnji Meziji so odkili dva nagrobna napisa v spomin na Rimljane, ubite med napadi: Luciju Fifidiju Julijanu, dekurionu in duumvirju mesta, in nekemu Daizu, sinu Komozuja. V Tropej je bila poslana veksilacija I. legije Macedonica in V. legije Macedonica, verjetno zato, da bi ga branila pred napadi. Napadalci so se medtem obrnili proti zahodu in vdrli v Dardanijo. Nagrobnik, odkrit v Skupiju v Gornji Meziji, je bil posvečen Timuniju Dasu, adekuriju rimske pomožne II. kohorte Aurelia Dardanorum, ki je padel v bojih s Kostoboki. Ofenziva Kostobokov se je zatem obrnila na jug proti Makedoniji in Grčiji.

#### Grčija
Sodobni popotnik in geograf Pavzanij je v svojem opisu Elateje v Grčiji omenil tudi dogodek, povezan z odporom lokalnega prebivalstva proti Kostobokom:
Vojska banditov, imenovanih Kostoboki, ki so v mojih dneh preplavili Grčijo, je med mojim obiskom Elateje napadla tudi to mesto. Nek Mnesibul je okoli sebe zbral skupino mož in z mečem pobil veliko barbarov in tudi sam padel v boju. Mnesibul je v preteklosti dobil več nagrad za tek, med katerimi sta bili tudi nagradi za prosti tek in dvojni tek s ščitom na 235. Olimpijskem festivalu. Na Ulici tekačev v Elateji stoji njegov bronast kip.
- Pavzanij, Opis Grčije, X, 34, 5.
Barbari so medtem prodrli do Aten in oplenili slavno svetišče misterijev v Elevzini. Maja ali junija  leta 171 je imel govornik Elij Aristid javni govor v Smirni, v katejem je objokoval škodo, nastalo nedavno pred tem med napadom na sveto mesto. Trije lokalni napisi poveličujejo elevzinskega svečenika, ki je rešil obredne skrivnosti.
Udarna moč napadalcev se je iztrošila, lokalni odpor pa kljub temu ni bil zadosten. V Grčijo je bil zato poslan prokurist Lucij Julij Vehilij Grat Julijan z veksilacijo vojske, da bi uničil ostanke napadalske vojske. Njegova vojska je porazila Kostoboke.

#### Dakija
V tem obdobju so Kostoboki morda napadli tudi Dakijo. Bronasto roko, ki jo je Jupitru Dolihenu posvetil vojak kohorte, stacionirane v Dakiji, so odkrili v Miškovu v zahodni Ukrajini. Roka bi lahko bila del kostoboškega plena iz Dakije. Nekaj zgodovinarjev domneva, da so bili v tem razburkanem času v Rim za talce poslani člani družine kostoboškega kralja Pieporja.

### Prihod Vandalov
Kmalu po letu 170 n. št. so do meja rimske Dakije prodrli Vandali Astingi pod kraljema Rausom in Raptom in ponudili Rimljanom zavezništvo v zameno za denarno podporo in zemljo. Guverner province Sikst Kornelij Klemens je njihovo zahtevo zavrnil in jih spodbudil k napadu na Kostoboke, ki so mu povzročali težave, in ponudil svojo zaščito njihovim ženskam in otrokom. Astingi so osvojili kostoboško ozemlje, a jih je kmalu zatem napadlo drugo vandalsko pleme Lakringi. Astingi in Lakringi so nazadnje postali rimski zavezniki in Rimljanom omogočili, da svojo pozornost preusmerijo na markomanske vojne ob srednji Donavi. Zgodovinarji domnevajo, da so ostanke Kostobokov podjarmili Vandali ali pa so pobegnili in dobili zavetišče na ozemlju sosednjih Karpov ali v rimski provinci Dakiji.